# Lista dos deputados estaduais da 10.ª legislatura de Santa Catarina (1919–1921)
Lista dos deputados estaduais de Santa Catarina - 10ª legislatura (1919 — 1921).
| Nº | Deputado                        |
| -- | ------------------------------- |
| 1  | Cid Campos                      |
| 2  | Henrique Rupp Júnior            |
| 3  | Fernando Gil Born               |
| 4  | Hipólito Boiteux                |
| 5  | Carlos Vítor Wendhausen         |
| 6  | Abelardo Venceslau da Luz       |
| 7  | Alfredo Nóbrega de Oliveira     |
| 8  | Antônio Pedro de Andrade Müller |
| 9  | Aristiliano Ramos               |
| 10 | Artur Ferreira da Costa         |
| 11 | Caetano Vieira da Costa         |
| 12 | Edmundo da Luz Pinto            |
| 13 | Félix Busso Asseburg            |
| 14 | Francisco Alves Fagundes        |
| 15 | Fúlvio Aducci                   |
| 16 | João Pinho                      |
| 17 | João Fernandes de Sousa         |
| 18 | João de Oliveira                |
| 19 | Joe Collaço                     |
| 20 | Luís Abry                       |
| 21 | Manuel Deodoro de Carvalho      |
| 22 | Manuel dos Santos Marinho       |
| 23 | Manuel Tiago de Castro          |
| 24 | Marcos Konder                   |
| 25 | Nereu Ramos                     |
| 26 | Oswaldo de Oliveira             |
| 27 | Raulino Horn                    |
| 28 | Vítor Konder                    |
| 29 | Alfredo Filipe da Luz           |
| 30 | Carlos Moreira de Abreu         |

Em 6 de agosto de 1919 morreu o deputado Fernando Gil Born, e renunciou na 2.ª sessão legislativa o deputado Cid Campos, por ter sido nomeado juiz de direito. Em 20 de junho de 1920 foram eleitos Alfredo Filipe da Luz e Oscar Rosas.